# Bosque do Papa João Paulo II
O Bosque do Papa João Paulo II é um parque na cidade de Curitiba, no Paraná. Abriga uma reserva com mais de trezentas araucárias na área central da capital paranaense. O bosque foi criado em homenagem ao Papa João Paulo II, e sedia o Memorial da Imigração Polonesa. O bosque possui uma saída para o gramado posterior do Museu Oscar Niemeyer.

## Atrações
No centro do Bosque há sete casas originais que ilustram a arquitetura dos imigrantes poloneses de Curitiba, feitas de madeira encaixada. A principal delas, construída em 1883, guarda uma gravura da Nossa Senhora de Czestochowa ou (Virgem Negra de Czestochowa), a santa padroeira da Polônia. As outras casas reproduzem o modo de viver dos imigrantes poloneses. No parque também se encontra uma estátua com o busto do Papa João Paulo II, e uma homenagem ao astrônomo e matemático polonês Nicolau Copérnico.
Uma loja de artesanato e uma casa de chá especializada na culinária polonesa completam o circuito. O Bosque do Papa oferece ainda uma extensa área gramada, trilhas para caminhadas, parque infantil e ciclovia.

## Galeria de imagens

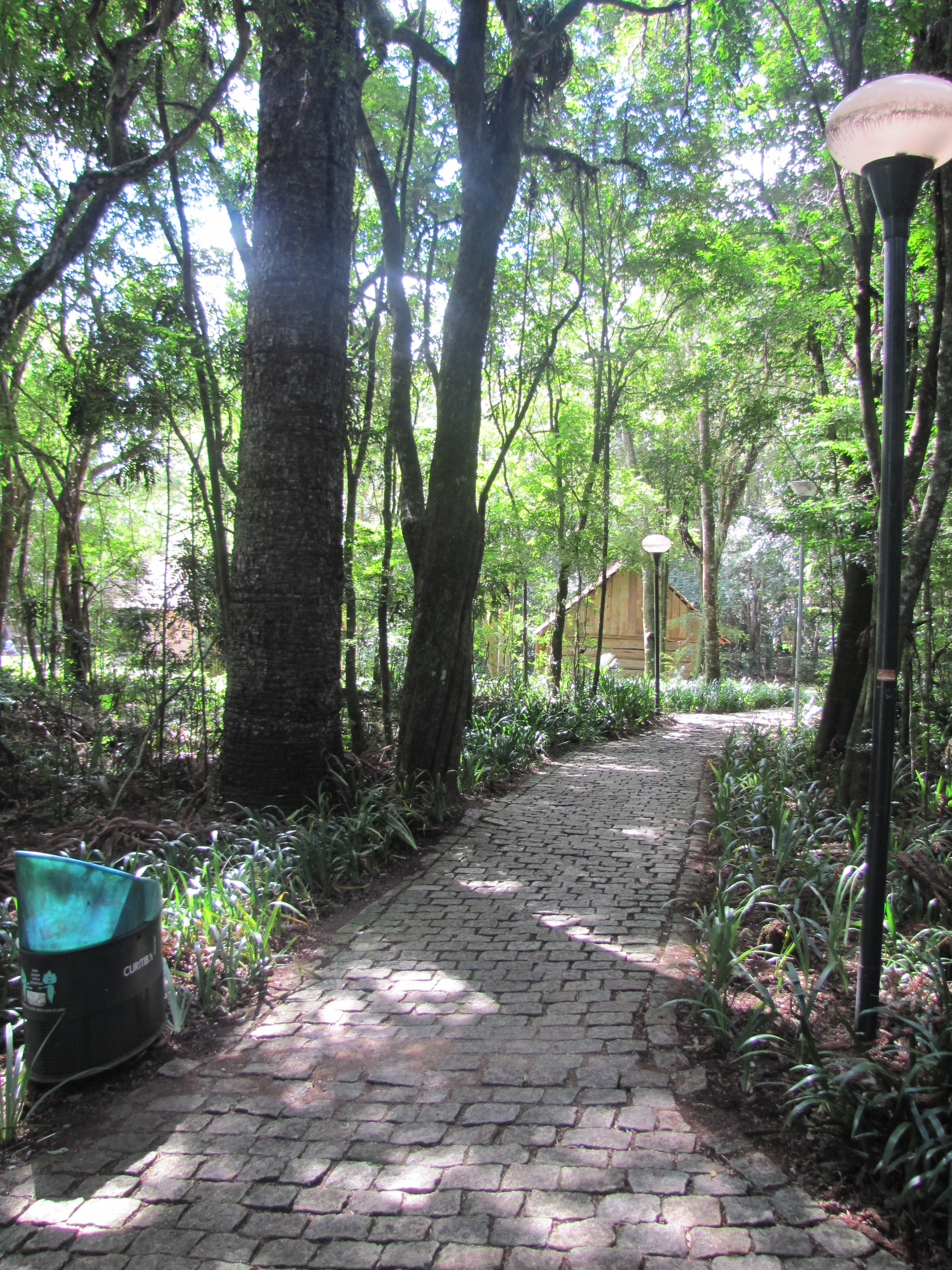
Trilha para caminhadas.
- Cabana de troncos.
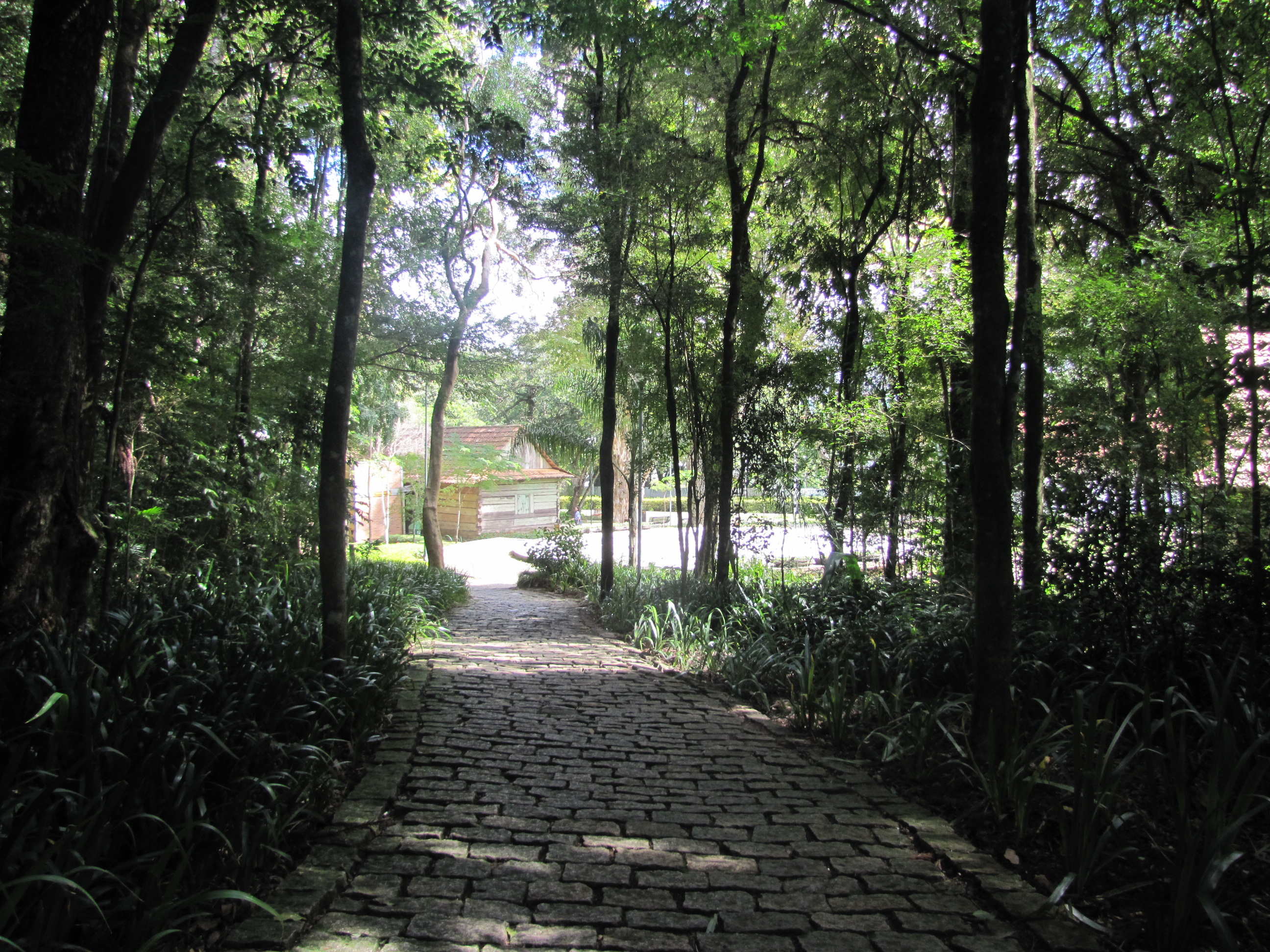
Trilha para caminhadas.
- Casa típica polonesa.
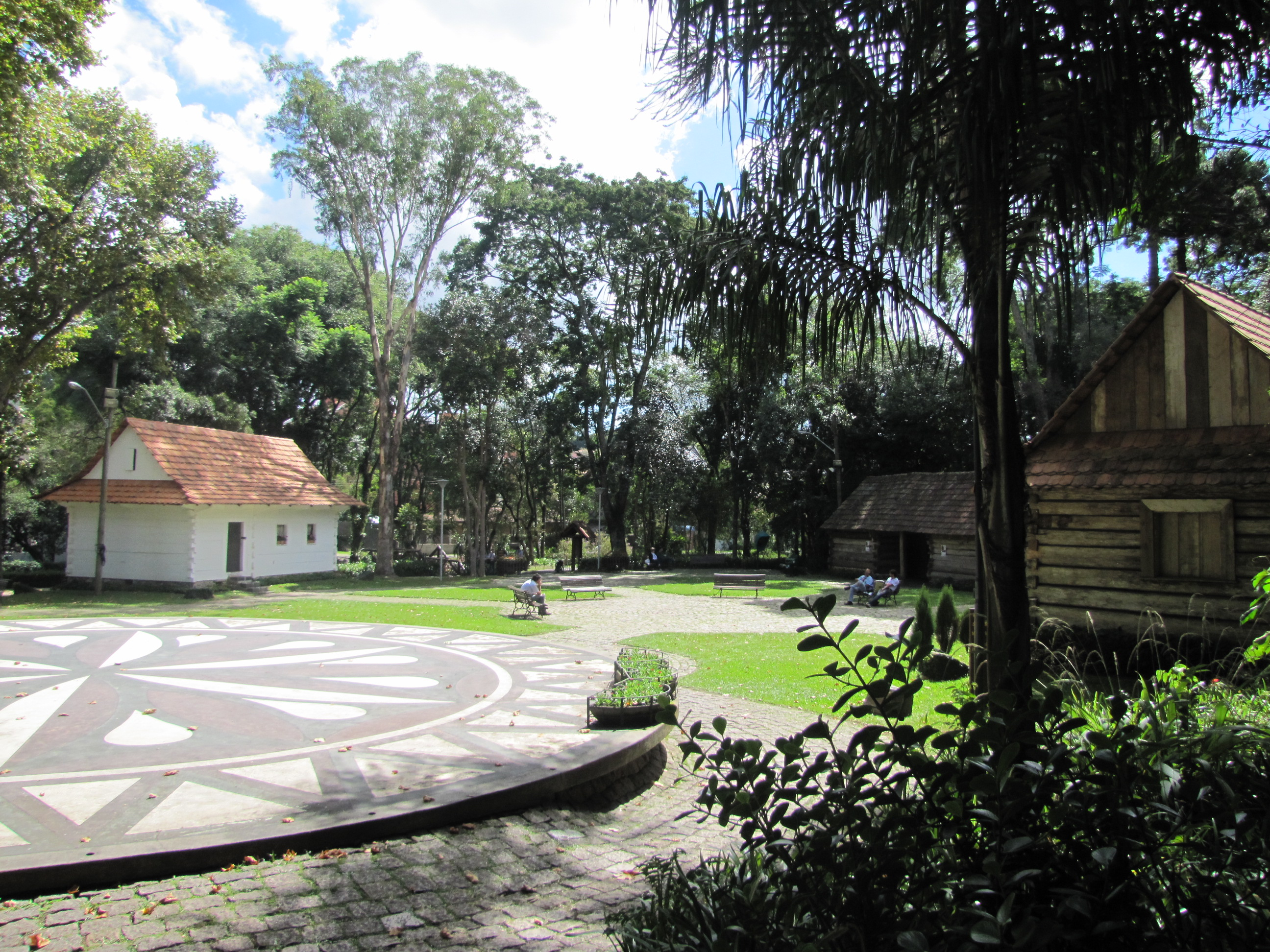
Praça.
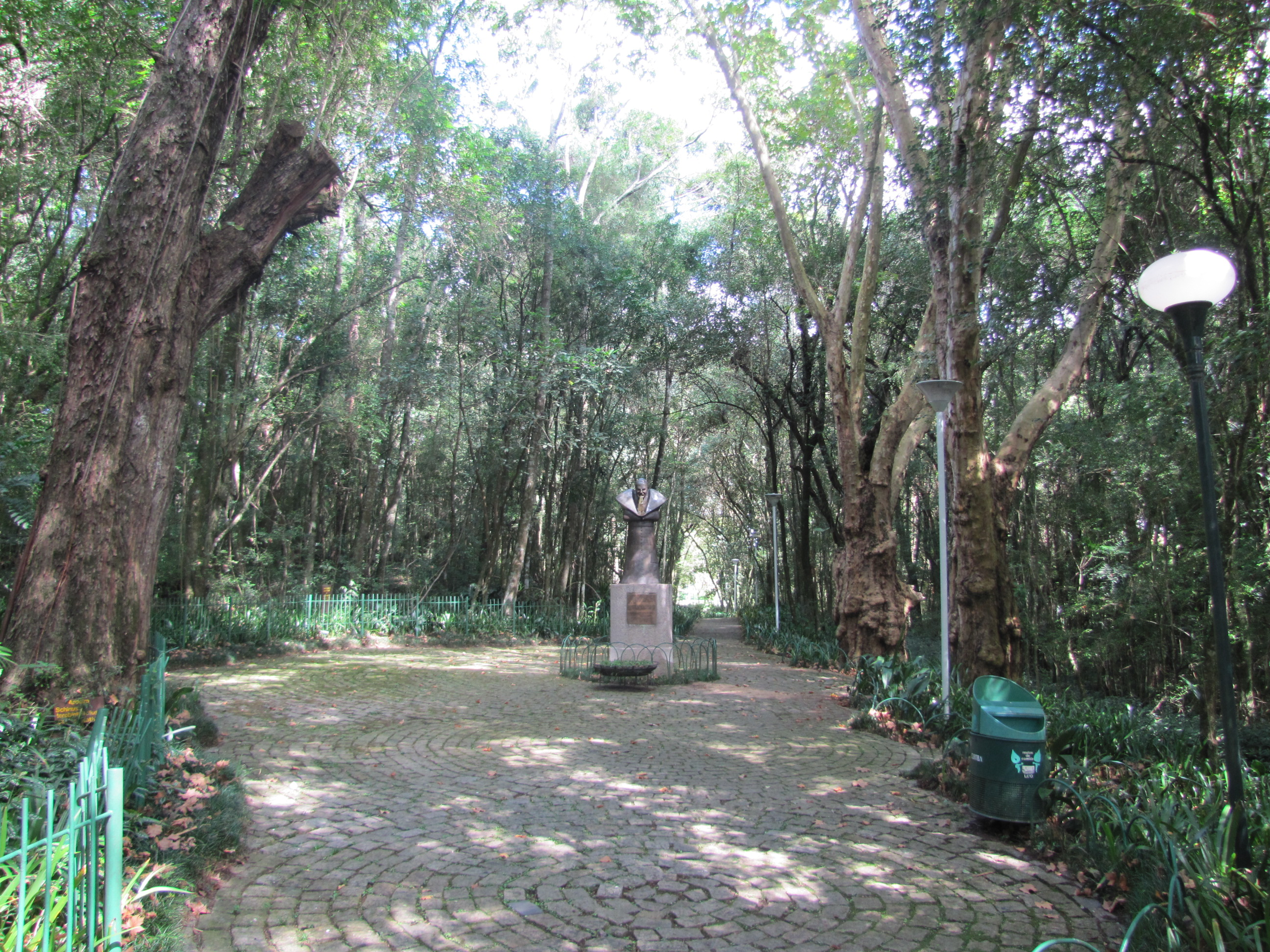
Estátua de João Paulo II.
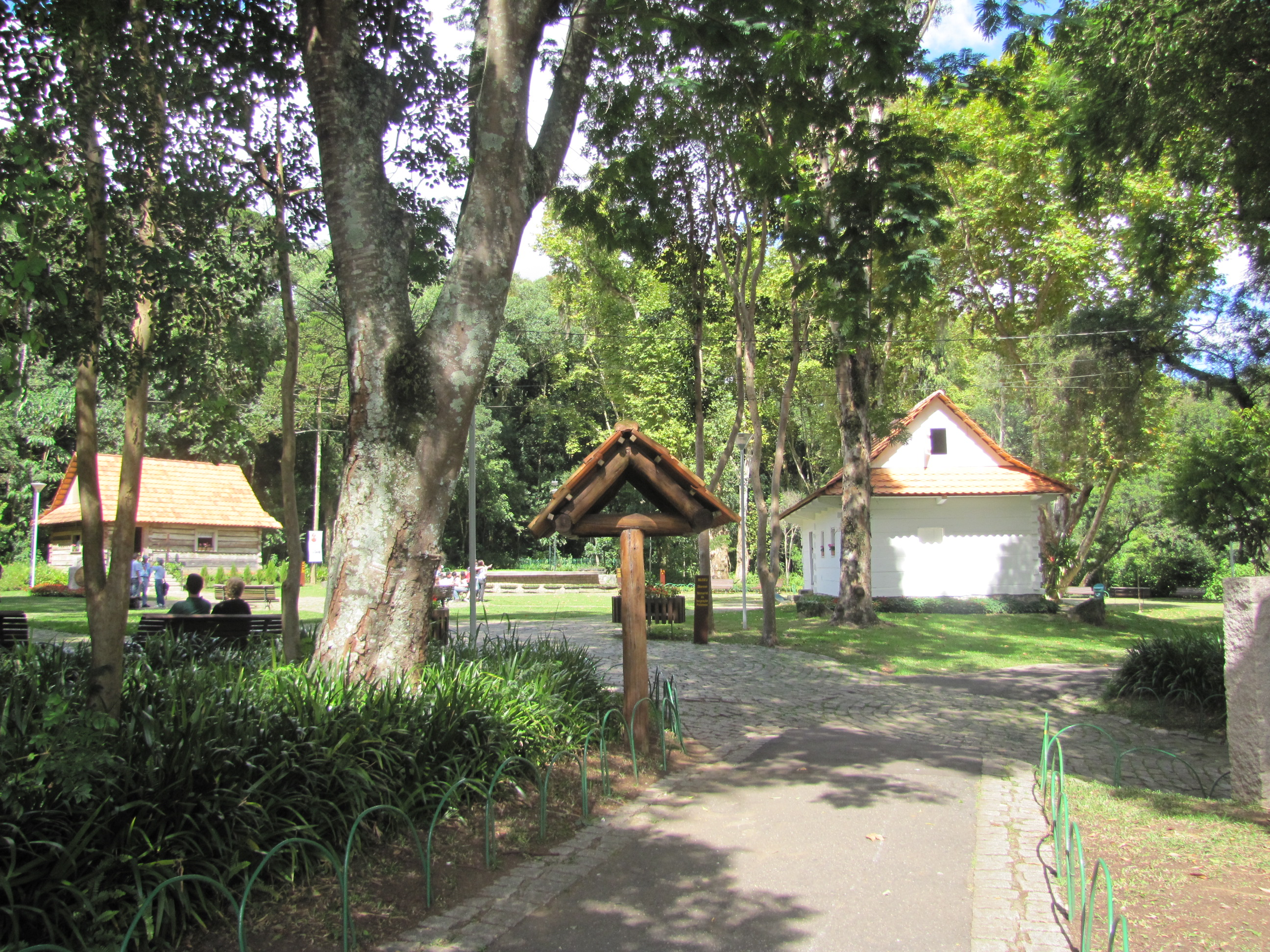
Praça.
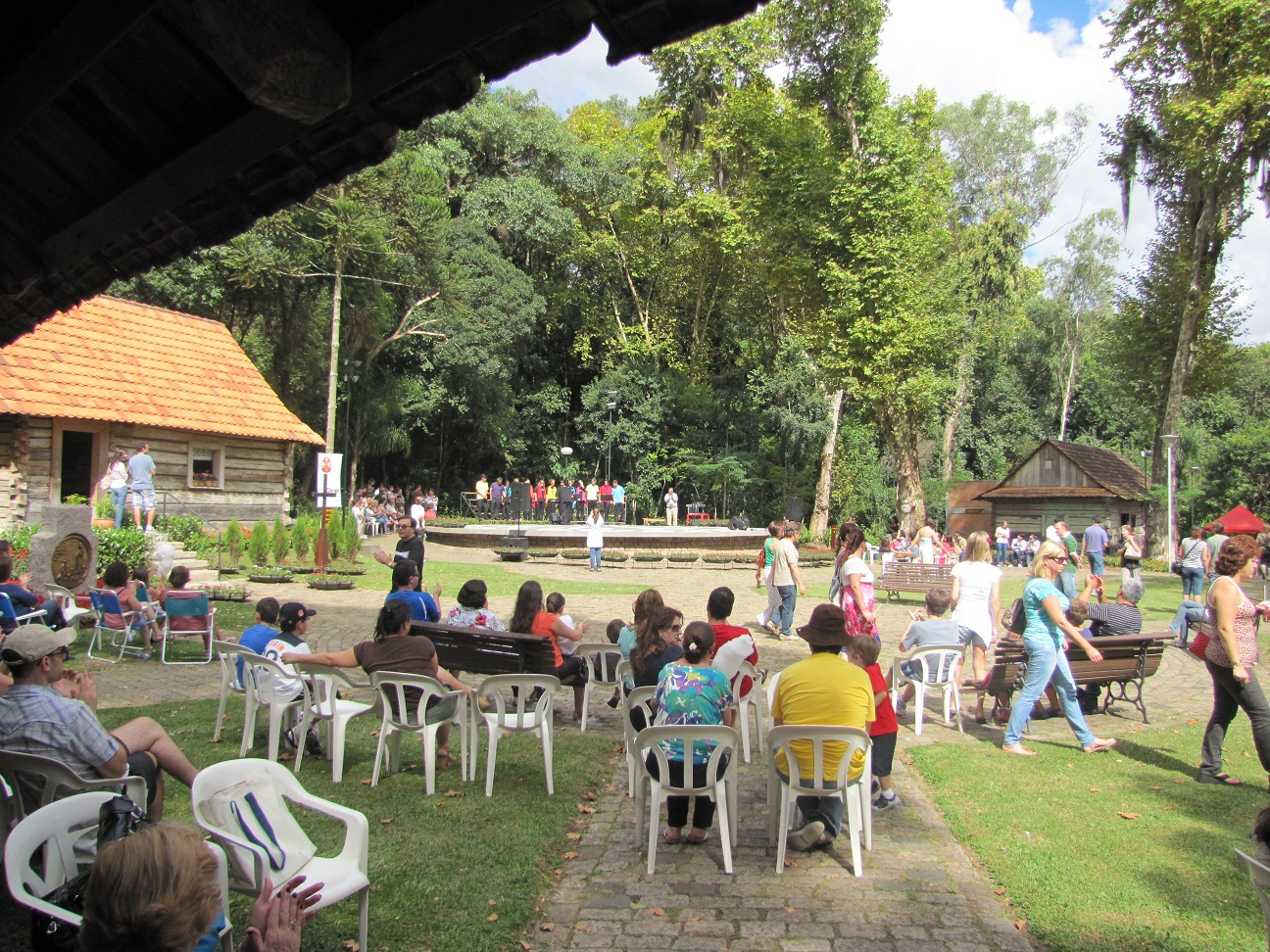
Festa de Nossa Senhora da Czestochowa.
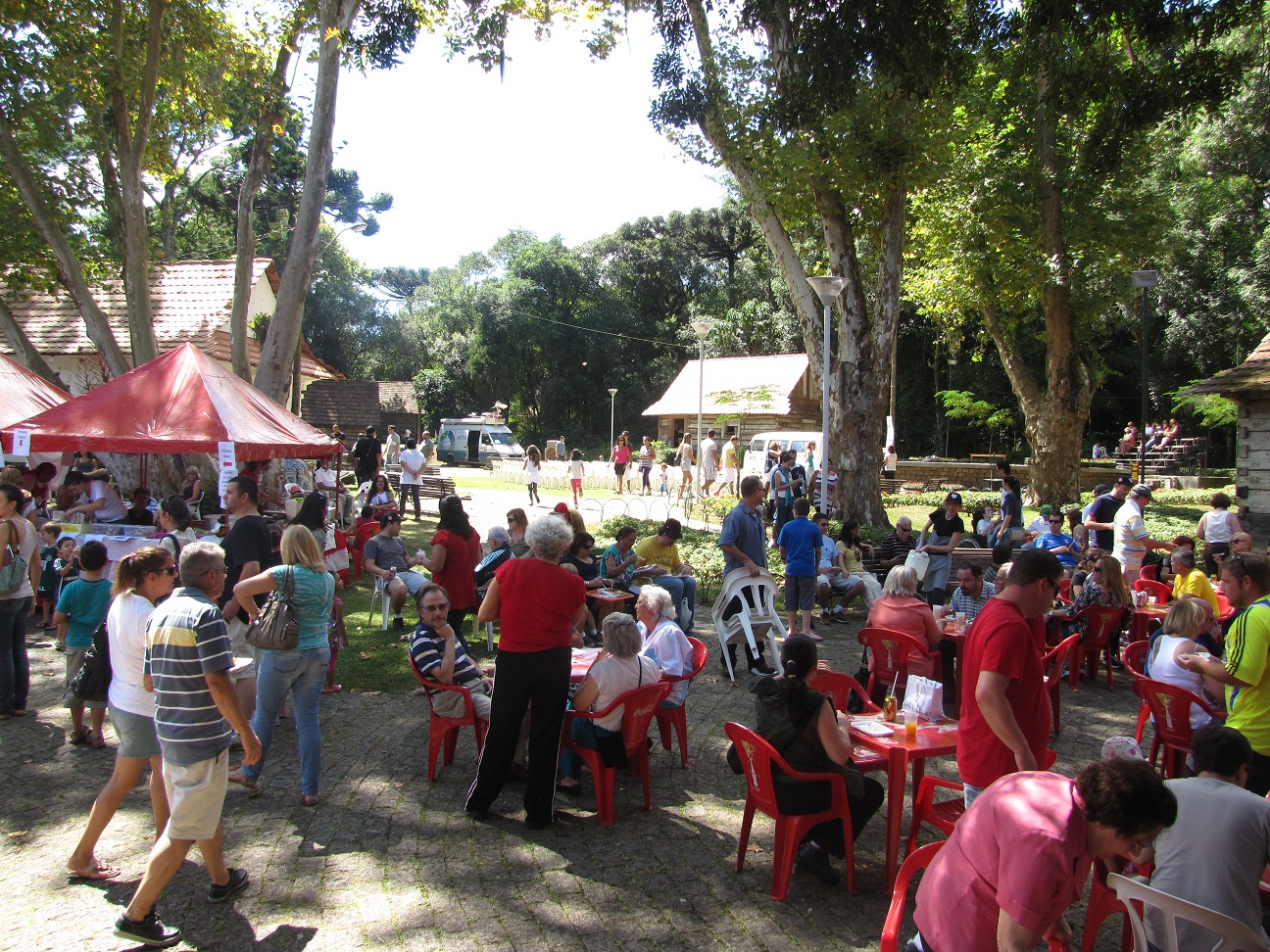
Festa de Nossa Senhora da Czestochowa.
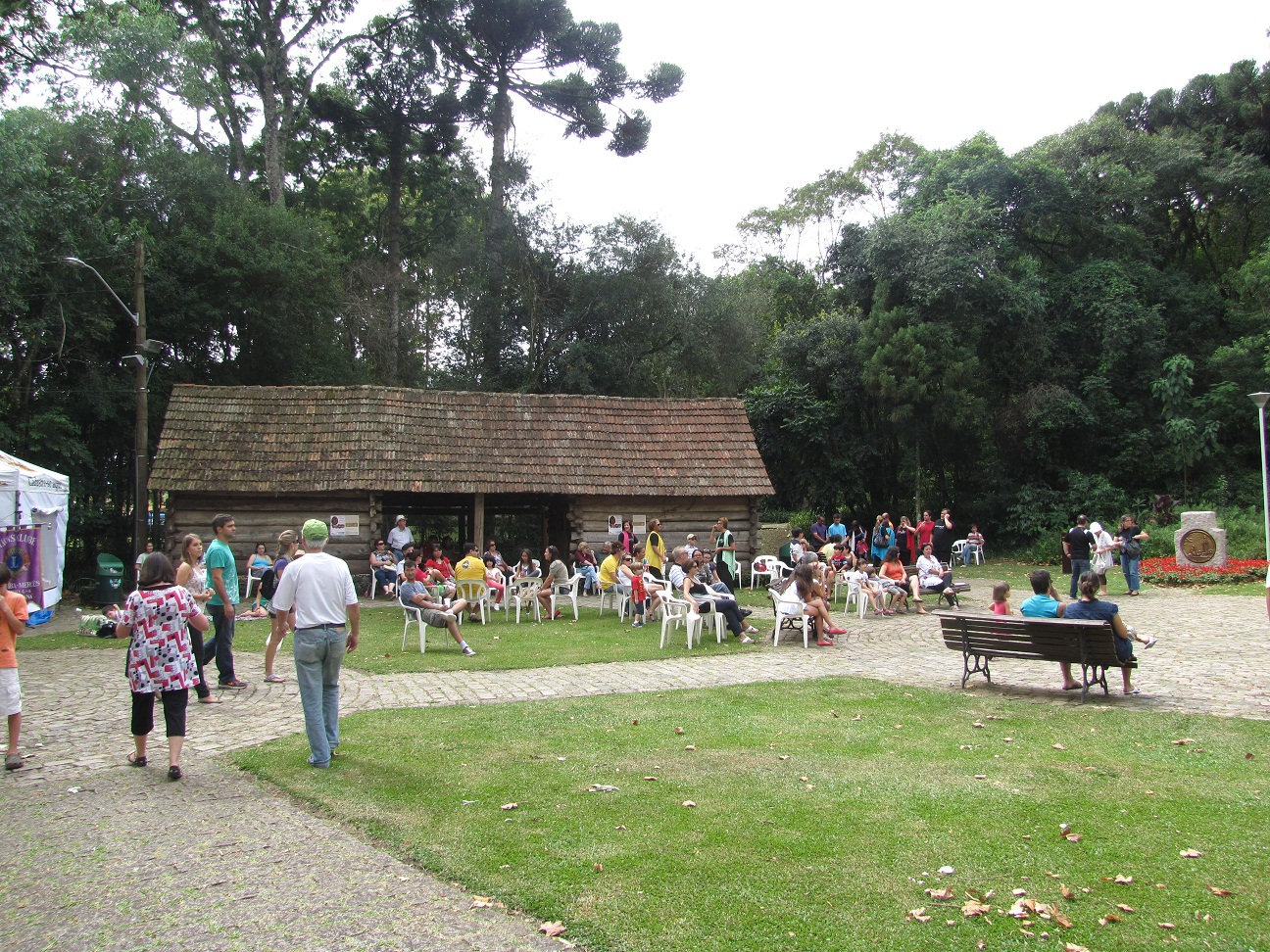
Festa de Nossa Senhora da Czestochowa.